# Johnny Hallyday Olympia 2000
Albums par Johnny Hallyday
Sang pour sang
(1999) À la vie, à la mort !
(2002)
Lives par Johnny Hallyday
100 % Johnny : Live à la tour Eiffel
(2000) Johnny Hallyday Parc des Princes 2003
(2003)
Singles
1. Je te promets (promo)
Sortie : Novembre 2000

Johnny Hallyday Olympia 2000 est le 22e album live de Johnny Hallyday, il sort le 28 novembre 2000.
L'album est réalisé par Thierry Rogen.

## Histoire
Johnny Hallyday est, après une absence de 27 années, de retour sur la scène de l'Olympia, où du 17 juin au 25 août 2000, il donne 42 représentations.
Lors de cette série de concerts, un grand nombre d'invités, Jean-Louis Aubert, Patricia Kaas, Eddy Mitchell, Patrick Bruel, Muriel Robin, Pascal Obispo, Catherine Lara, Paul Personne et France Gall (pour ce qui demeure sa dernière apparition sur scène), ont chanté en duo avec Johnny,.

## Autour de l'album
Références originales :
- Double CD boitier plastique (24 titres, récital intégral) - Mercury Universal 548 370-2[4]
- Long box deux CD (+ livret) - Mercury Universal 548 141-2[5]
- Coffret collector (Double CD - Vidéo cassette - triple LP - livret) - Mercury Universal édition limitée hors commerce (il n'a pas été attribué de référence à ce coffret, diffusé de façon confidentielle, car offert après l'envoi des coupons d'achats de la réédition, en 2000[6], des 40 albums studio de Johnny Hallyday)[7].

Il a été extrait de l'album les singles suivants :
- CD promo hors commerce 5 titres live Olympia 2000 - Mercury Universal 8124 : Deux étrangers, Un jour viendra, Que je t'aime, Nashville blues, Non, je ne regrette rien
- CD promo hors commerce monotitre Mercury Universal 9572 : Je te promets

Rééditions :
- 2003 : double CD avec son remastérisé - référence originale 077 234-2 (inclus dans le coffret Universal 077170-2 Intégrale live)[9]
- 2019 : le coffret Universal 538 9367 Olympia story 1961-2000 propose (CD 16 et 17) deux inédits du live Olympia 2000 : Medley instrumental James Bond Theme-Mission impossible Theme et Quelques cris[10],[11]

Le CD 18 propose 8 duos inédits aux disques enregistrés au cours des récitals donnés à l'Olympia de juin à août :
- La musique que j'aime, Gabrielle avec Patrick Bruel (respectivement enregistrés le 25 août et le 22 juin)
- Be Bop a Lula avec Eddy Mitchell (enregistré le 28 juin)
- Quelque chose de Tennessee avec Catherine Lara (introduction parlée et violon, enregistré le 25 août)
- Rock'n'roll attitude avec Pascal Obispo (enregistré le 25 août)
- La musique que j'aime avec Patricia Kaas (enregistré le 23 juin)
- Le bon temps du rock and roll avec Paul Personne (enregistré le 25 août - titre également interprété en duo les 19 et 20 juillet)
- Quelque chose de Tennessee avec France Gall (enregistré le 12 août - la chanteuse chante une seconde fois ce titre à l'Olympia le 15 août[13] ; cette prestation est la dernière apparition de France Gall sur scène[14])

Les duos Le bon temps du rock'n'roll avec Jean-Louis Aubert (le 24 août) et Ma gueule (le 25 août) avec Muriel Robin, demeurent inédits aux disques.

## Liste des titres
| 1.  | Je suis né dans la rue                                      | Long Chris                             | Mick Jones, Tommy Brown                                 |  |
| 2.  | Fils de personne (Fortunate Son)                            | Philippe Labro (adaptation)            | John Fogerty                                            |  |
| 3.  | Le Feu                                                      | Michel Mallory                         | Gary Wright                                             |  |
| 4.  | Un jour viendra                                             | Michel Mallory                         | David Hallyday                                          |  |
| 5.  | Rock'n'roll attitude                                        | Michel Berger                          | Michel Berger                                           |  |
| 6.  | Cet homme que voilà (Bella senz'anima (en))                 | Pierre Delanoë (adaptation)            | Roberto Cassella, Marco Luberti (en), Richard Cocciante |  |
| 7.  | Je veux te graver dans ma vie (Got to Get You into My Life) | Long Chris (adaptation)                | John Lennon, Paul McCartney                             |  |
| 8.  | Diego libre dans sa tête                                    | Michel Berger                          | Michel Berger                                           |  |
| 9.  | Deux étrangers (Brave Strangers)                            | Michel Mallory (adaptation)            | Bob Seger                                               |  |
| 10. | Pardon                                                      | Philippe Labro                         | David Hallyday                                          |  |
| 11. | Nashville blues (Nashville blues)                           | Pierre Billon (adaptation)             | Felice Bryant, Boudleaux Bryant                         |  |
| 12. | La Musique que j'aime                                       | Michel Mallory                         | Johnny Hallyday                                         |  |
| 13. | Gabrielle (The King Is Dead)                                | Long Chris, Patrick Larue (adaptation) | Tony Cole (musician) (en)                               |  |
| 14. | Je te promets                                               | Jean-Jacques Goldman                   | Jean-Jacques Goldman                                    |  |
| 15. | Que je t'aime                                               | Gilles Thibaut                         | Jean Renard                                             |  |
| 16. | Qu'est-ce que tu croyais (Rock'n'Roll Dancing)              | Georges Terme (adaptation)             | Steve Beckmeier, Fred Beckmeier                         |  |
| 17. | À propos de mon père                                        | Michel Mallory                         | Marc Benois                                             |  |
| 18. | Le bon temps du rock and roll (Old Time Rock and Roll)      | Michel Mallory (adaptation)            | George Jackson, Thomas Earl Jones III                   |  |
| 19. | Quelque chose de Tennessee                                  | Michel Berger                          | Michel Berger                                           |  |
| 20. | L'Envie                                                     | Jean-Jacques Goldman                   | Jean-Jacques Goldman                                    |  |
| 21. | Be Bop a Lula                                               | Tex Davis                              | Gene Vincent                                            |  |
| 22. | Blue Suede Shoes                                            | Carl Perkins                           | Carl Perkins                                            |  |
| 23. | Whole Lotta Shakin' Goin' On                                | Dave Williams, Sunny David             | Dave Williams, Sunny David                              |  |
| 24. | Non, je ne regrette rien                                    | Michel Vaucaire                        | Charles Dumont                                          |  |

## Les musiciens
Arrangements musicaux : Yvan Cassar
Direction musicale : Yvan Cassar et Érick Bamy
Guitares : Robin Le Mesurier - Brian Ray
Basse : Reggie Hamilton
Batterie : Walfredo Los Reyes Jr
Claviers : Thomas Michael Canning, Thimothy J. Moore
Cuivres Vine Street Horns : Harry Kim, Arturo Velasco, Daniel Fornero, Ray Herman
Choristes : Jessica Plessel, Angéline Annonnier, Johanna Manchec, Jericka Jacques-Gustave, Érick Bamy
Violons : Caroline Collombel, Hélène Corbellari, Florence Veniant, Nathalie Carlucci, Marylène Vincituerra, Belinda Peake, Florence Hennequin, Audrey Bocahut